# 아빔구
아빔구(Abim)는 우간다 북동부에 위치한 구로, 행정 중심지는 아빔이며 인구는 58,590명(2002년 인구 조사 기준)이다.
행정 구역상으로는 북부 주에 속하며 1개 군(라브워르 군)을 관할한다. 남동쪽으로는 모로토 구, 서쪽으로는 파데르 구, 남서쪽으로는 리라 구와 접한다.

## 인구
| 연도 | Est. Pop. | ±%    |
| ---- | --------- | ----- |
| 2002 | 51,800    | —     |
| 2003 | 52,300    | +1.0% |
| 2004 | 52,800    | +1.0% |
| 2005 | 53,300    | +0.9% |

| 연도 | Est. Pop. | ±%    |
| ---- | --------- | ----- |
| 2006 | 53,800    | +0.9% |
| 2007 | 54,300    | +0.9% |
| 2008 | 54,800    | +0.9% |
| 2009 | 55,300    | +0.9% |

| 연도 | Est. Pop. | ±%    |
| ---- | --------- | ----- |
| 2010 | 55,800    | +0.9% |
| 2011 | 56,300    | +0.9% |

## 같이 보기
- 우간다의 행정 구역
- 북부주 (우간다)